# Judô nos Jogos Olímpicos de Verão de 2024
As competições de judô nos Jogos Olímpicos de Verão de 2024 em Paris, na França, aconteceram entre 27 de julho a 3 de agosto no Grand Palais Éphémère, localizado no Champ de Mars. O número de judocas competindo em quatorze categorias de peso foi gradualmente reduzido de 386 em Tóquio 2020 para 378, com uma distribuição igualitária entre homens e mulheres. Apesar das pequenas mudanças no número de competidores, o programa do judô permaneceu o mesmo das edições anteriores, já que a competição teve a mesma quantidade de eventos em cada gênero, com sete cada, além do retorno da competição por equipe mistas, evento introduzido três anos antes em Tóquio.

## Qualificação
A competição contou com um total de 378 judocas oriundos de seus respectivos Comitês Olímpicos Nacionais (CON); cada um poderia inscrever no máximo quatorze judocas, sete no masculino e sete no feminino por categoria de peso corporal. O país sede, França, reservou uma vaga em todos os quatorze eventos individuais, enquanto quinze vagas tiveram direito aos CONs elegíveis interessados em ter seus judocas competindo com base no princípio da universalidade.
Os demais judocas deveriam passar por um processo de classificação para garantir uma vaga em sua respectiva categoria de peso por meio do ranking mundial elaborado pela Federação Internacional de Judô (IJF). A janela de qualificação começou em 24 de junho de 2022 e terminou dois anos depois (23 de junho de 2024), com a lista final de elegibilidade publicada dois dias após o prazo.
Os 17 melhores judocas de cada categoria de peso do ranking mundial se classificaram diretamente para os Jogos, garantindo que o CON estivesse sujeito ao limite de um único judoca por divisão. Se o CON inscrever mais de um único judoca classificado entre os 17 primeiros em uma categoria de peso designada ele deveria decidir qual competidor obteria a vaga de cota.
Outras vagas continentais (13 masculinas e 12 femininas para a Europa, 12 de cada gênero para a África, 10 masculinas e 11 femininas para as Américas, 10 de cada gênero para a Ásia e 5 de cada gênero para a Oceania) também estavam disponíveis. A IJF publicou uma lista de todos os judocas de cada continente em todas as categorias de peso para atribuir essas cotas de acordo com seus pontos no ranking mundial. Os judocas elegíveis com o maior número de pontos na lista de classificação garantiram uma cota continental para seu respectivo CON, independentemente de gênero e categoria de peso. Cada CON pode inscrever apenas um único judoca por meio das regras de qualificação continental para certificar que mais de cem CONs diferentes estivessem representados em Paris 2024.
O torneio de equipes mistas ofereceu cinco vagas por convite (uma para cada continente) para os CONs mais bem classificados com judocas em apenas cinco das seis classes de peso de equipes mistas. Entre esses CONs, o judoca mais bem classificado preencheria a cota restante para completar a equipe.

## Formato
O programa de judô apresenta um total de quatorze classes de peso corporal, sete femininos e masculinos. Regularmente começando no primeiro dia da competição, uma única categoria de peso masculino e feminino ocorreu todos os dias antes do programa terminar com o evento de equipes mistas.
Em cada categoria de peso, os judocas são classificados em uma chave de eliminação simples, um formato tradicional de mata-mata até a final. Os derrotados nas quartas de final permanecem na competição através da repescagem, que resulta na dupla de medalhistas de bronze.

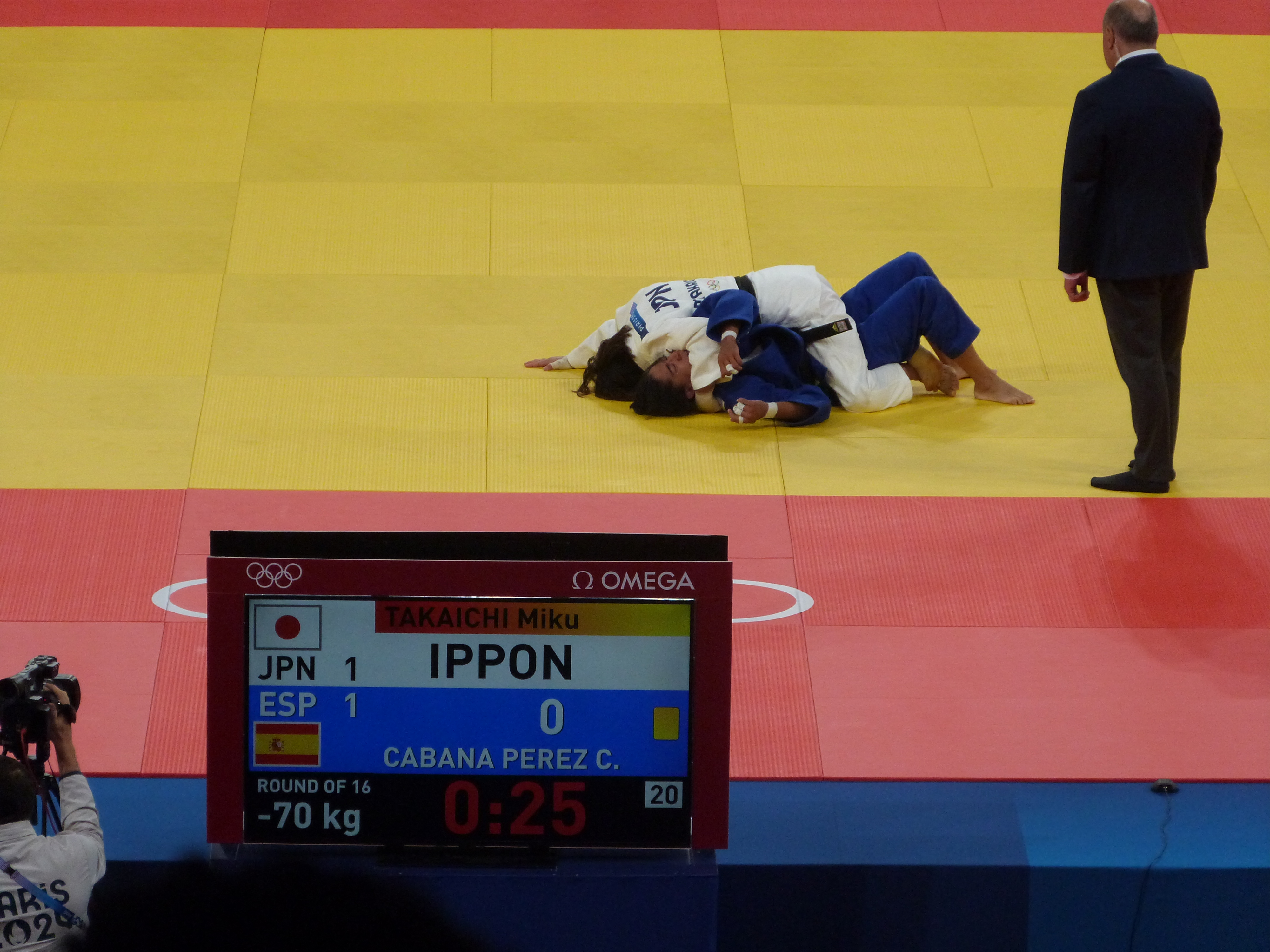
Miku Takaichi vence por imobilização durante a competição de equipe mista

O torneio por equipes mistas, introduzido na edição anterior, traz um elenco de seis judocas individuais com três categorias de peso por gênero, competindo contra outra equipe. Para vencer todas as partidas, o time deve somar quatro vitórias em seis rodadas.
Desde a edição anterior, várias mudanças de regras foram instituídas para fortalecer o programa de judô em 2024 e nas edições olímpicas subsequentes. Com base nas mudanças nas regras da Federação Internacional de Judô em 2016, o tempo de disputa no masculino foi reduzido em um minuto, passando a ter duração de de quatro minutos, como no feminino. As pontuações de waza-ari permaneceram as mesmas desde Tóquio 2020, exigindo que um judoca imobilize seu oponente entre o limite de dez e vinte segundos, ou jogue o oponente com sucesso, mas não bem controlado, para ser premiado com o ippon. De acordo com as regras fundamentais do judô, qualquer judoca pode vencer em uma das seguintes formas: 1) lançar o oponente ao chão com certa eficiência, 2) segurar o oponente por 20 segundos e 3) forçar o oponente a um submissão por chave de braço ou estrangulamento. Originalmente, marcar um ippon encerra o jogo, mas dois waza-aris são igualmente equivalentes a um ippon na competição. Com esta mudança de regra, as penalidades não são mais registradas para encerrar a disputa.

## Calendário
As competições de judô se iniciaram em 27 de julho, com as categorias de peso mais leves no masculino e feminino, e se encerraram em 3 de agosto de 2024 com a disputa por equipes mistas.
| Q | Eliminatórias e quartas | F | Repescagem, semifinais e disputas por medalhas |

| DataEvento               | Sáb 27 jul | Sáb 27 jul | Dom 28 jul | Dom 28 jul | Seg 29 jul | Seg 29 jul | Ter 30 jul | Ter 30 jul | Qua 31 jul | Qua 31 jul | Qui 1 ago | Qui 1 ago | Sex 1 ago | Sex 1 ago | Sáb 1 ago | Sáb 1 ago |
| ------------------------ | ---------- | ---------- | ---------- | ---------- | ---------- | ---------- | ---------- | ---------- | ---------- | ---------- | --------- | --------- | --------- | --------- | --------- | --------- |
| Masculino                |            |            |            |            |            |            |            |            |            |            |           |           |           |           |           |           |
| Até 60 kg masculino      | Q          | F          |            |            |            |            |            |            |            |            |           |           |           |           |           |           |
| Até 66 kg masculino      |            |            | Q          | F          |            |            |            |            |            |            |           |           |           |           |           |           |
| Até 73 kg masculino      |            |            |            |            | Q          | F          |            |            |            |            |           |           |           |           |           |           |
| Até 81 kg masculino      |            |            |            |            |            |            | Q          | F          |            |            |           |           |           |           |           |           |
| Até 90 kg masculino      |            |            |            |            |            |            |            |            | Q          | F          |           |           |           |           |           |           |
| Até 100 kg masculino     |            |            |            |            |            |            |            |            |            |            | Q         | F         |           |           |           |           |
| Mais de 100 kg masculino |            |            |            |            |            |            |            |            |            |            |           |           | Q         | F         |           |           |
| Feminino                 |            |            |            |            |            |            |            |            |            |            |           |           |           |           |           |           |
| Até 48 kg feminino       | Q          | F          |            |            |            |            |            |            |            |            |           |           |           |           |           |           |
| Até 52 kg feminino       |            |            | Q          | F          |            |            |            |            |            |            |           |           |           |           |           |           |
| Até 57 kg feminino       |            |            |            |            | Q          | F          |            |            |            |            |           |           |           |           |           |           |
| Até 63 kg feminino       |            |            |            |            |            |            | Q          | F          |            |            |           |           |           |           |           |           |
| Até 70 kg feminino       |            |            |            |            |            |            |            |            | Q          | F          |           |           |           |           |           |           |
| Até 78 kg feminino       |            |            |            |            |            |            |            |            |            |            | Q         | F         |           |           |           |           |
| Mais de 78 kg feminino   |            |            |            |            |            |            |            |            |            |            |           |           | Q         | F         |           |           |
| Equipe mista             |            |            |            |            |            |            |            |            |            |            |           |           |           |           |           |           |
| Equipe mista             |            |            |            |            |            |            |            |            |            |            |           |           |           |           | Q         | F         |

## Nações participantes
Ao todo, 122 CONs enviaram seus judocas qualificados. Entre parênteses encontra-se representada a quantidade de competidores.
- AFG Afeganistão (1)
- RSA África do Sul (1)
- GER Alemanha (10)
- ANG Angola (1)
- ALG Argélia (3)
- ARG Argentina (1)
- AUS Austrália (3)
- AUT Áustria (6)
- AZE Azerbaijão (9)
- BRN Bahrein (1)
- BEL Bélgica (4)
- BEN Benim (1)
- BIH Bósnia e Herzegovina (2)
- BRA Brasil (13)
- BUL Bulgária (2)
- BUR Burquina Fasso (1)
- BDI Burundi (1)
- CPV Cabo Verde (1)
- CMR Camarões (1)
- CAN Canadá (7)
- KAZ Cazaquistão (8)
- CHA Chade (1)
- CZE Chéquia (3)
- CHI Chile (2)
- CHN China (6)
- CYP Chipre (1)
- COL Colômbia (1)
- PRK Coreia do Norte (1)
- KOR Coreia do Sul (11)
- CIV Costa do Marfim (1)
- CRC Costa Rica (1)
- CRO Croácia (3)
- CUB Cuba (4)
- DEN Dinamarca (1)
- DJI Djibuti (1)
- EGY Egito (2)
- ESA El Salvador (1)
- SVK Eslováquia (1)
- SLO Eslovênia (6)
- UAE Emirados Árabes Unidos (6)
- ECU Equador (1)
- EOR Equipe Olímpica de Refugiados (6)
- ESP Espanha (9)
- USA Estados Unidos (4)
- EST Estônia (1)
- FIJ Fiji (1)
- PHI Filipinas (1)
- FIN Finlândia (2)
- FRA França (14)
- GAB Gabão (1)
- GAM Gâmbia (1)
- GEO Geórgia (10)
- GBR Grã-Bretanha (5)
- GRE Grécia (2)
- GUM Guam (1)
- GUA Guatemala (1)
- GUI Guiné (2)
- GBR Grã-Bretanha (1)
- HAI Haiti (1)
- HKG Hong Kong (1)
- HUN Hungria (7)
- YEM Iêmen (1)
- IND Índia (1)
- INA Indonésia (1)
- IRQ Iraque (1)
- ISR Israel (12)
- ITA Itália (13)
- JAM Jamaica (1)
- JPN Japão (14)
- KIR Kiribati (1)
- KOS Kosovo (5)
- LBN Líbano (1)
- MKD Macedônia do Norte (1)
- MAD Madagascar (1)
- MLT Malta (1)
- MAR Marrocos (3)
- MRI Maurício (1)
- MEX México (2)
- MOZ Moçambique (1)
- MDA Moldávia (3)
- MON Mônaco (1)
- MGL Mongólia (10)
- NEP Nepal (1)
- NCA Nicarágua (1)
- NIG Níger (1)
- NZL Nova Zelândia (2)
- NED Países Baixos (10)
- PLE Palestina (1)
- PAN Panamá (1)
- PAR Paraguai (1)
- PER Peru (1)
- POL Polônia (4)
- PUR Porto Rico (2)
- POR Portugal (7)
- KEN Quênia (1)
- KGZ Quirguistão (2)
- CAF República Centro-Africana (1)
- COD República Democrática do Congo (1)
- DOM República Dominicana (2)
- ROU Romênia (1)
- SAM Samoa (1)
- STP São Tomé e Príncipe (1)
- SEN Senegal (1)
- SLE Serra Leoa (1)
- SRB Sérvia (6)
- SYR Síria (1)
- SWE Suécia (2)
- SUI Suíça (3)
- THA Tailândia (1)
- TPE Taipé Chinês (3)
- TJK Tajiquistão (6)
- TAN Tanzânia (1)
- TUN Tunísia (2)
- TKM Turcomenistão (2)
- TUR Turquia (8)
- UKR Ucrânia (5)
- URU Uruguai (1)
- UZB Uzbequistão (12)
- VAN Vanuatu (1)
- VEN Venezuela (1)
- VIE Vietnã (1)
- ZAM Zâmbia (1)

## Medalhistas
Masculino
| Evento                  | Ouro                            | Prata                          | Bronze                                |
| ----------------------- | ------------------------------- | ------------------------------ | ------------------------------------- |
| Até 60 kg detalhes      | Yeldos Smetov KAZ Cazaquistão   | Luka Mkheidze FRA França       | Ryuju Nagayama JPN Japão              |
| Até 60 kg detalhes      | Yeldos Smetov KAZ Cazaquistão   | Luka Mkheidze FRA França       | Francisco Garrigós ESP Espanha        |
| Até 66 kg detalhes      | Hifumi Abe JPN Japão            | Willian Lima BRA Brasil        | Gusman Kyrgyzbayev KAZ Cazaquistão    |
| Até 66 kg detalhes      | Hifumi Abe JPN Japão            | Willian Lima BRA Brasil        | Denis Vieru MDA Moldávia              |
| Até 73 kg detalhes      | Hidayat Heydarov AZE Azerbaijão | Joan-Benjamin Gaba FRA França  | Adil Osmanov MDA Moldávia             |
| Até 73 kg detalhes      | Hidayat Heydarov AZE Azerbaijão | Joan-Benjamin Gaba FRA França  | Soichi Hashimoto JPN Japão            |
| Até 81 kg detalhes      | Takanori Nagase JPN Japão       | Tato Grigalashvili GEO Geórgia | Lee Joon-hwan KOR Coreia do Sul       |
| Até 81 kg detalhes      | Takanori Nagase JPN Japão       | Tato Grigalashvili GEO Geórgia | Somon Makhmadbekov TJK Tajiquistão    |
| Até 90 kg detalhes      | Lasha Bekauri GEO Geórgia       | Sanshiro Murao JPN Japão       | Maxime-Gaël Ngayap Hambou FRA França  |
| Até 90 kg detalhes      | Lasha Bekauri GEO Geórgia       | Sanshiro Murao JPN Japão       | Theodoros Tselidis GRE Grécia         |
| Até 100 kg detalhes     | Zelym Kotsoiev AZE Azerbaijão   | Ilia Sulamanidze GEO Geórgia   | Peter Paltchik ISR Israel             |
| Até 100 kg detalhes     | Zelym Kotsoiev AZE Azerbaijão   | Ilia Sulamanidze GEO Geórgia   | Muzaffarbek Turoboyev UZB Uzbequistão |
| Mais de 100 kg detalhes | Teddy Riner FRA França          | Kim Min-jong KOR Coreia do Sul | Temur Rakhimov TJK Tajiquistão        |
| Mais de 100 kg detalhes | Teddy Riner FRA França          | Kim Min-jong KOR Coreia do Sul | Alisher Yusupov UZB Uzbequistão       |

Feminino
| Evento                 | Ouro                               | Prata                                | Bronze                          |
| ---------------------- | ---------------------------------- | ------------------------------------ | ------------------------------- |
| Até 48 kg detalhes     | Natsumi Tsunoda JPN Japão          | Bavuudorjiin Baasankhüü MGL Mongólia | Shirine Boukli FRA França       |
| Até 48 kg detalhes     | Natsumi Tsunoda JPN Japão          | Bavuudorjiin Baasankhüü MGL Mongólia | Tara Babulfath SWE Suécia       |
| Até 52 kg detalhes     | Diyora Keldiyorova UZB Uzbequistão | Distria Krasniqi KOS Kosovo          | Larissa Pimenta BRA Brasil      |
| Até 52 kg detalhes     | Diyora Keldiyorova UZB Uzbequistão | Distria Krasniqi KOS Kosovo          | Amandine Buchard FRA França     |
| Até 57 kg detalhes     | Christa Deguchi CAN Canadá         | Huh Mi-mi KOR Coreia do Sul          | Haruka Funakubo JPN Japão       |
| Até 57 kg detalhes     | Christa Deguchi CAN Canadá         | Huh Mi-mi KOR Coreia do Sul          | Sarah-Léonie Cysique FRA França |
| Até 63 kg detalhes     | Andreja Leški SLO Eslovênia        | Prisca Awiti Alcaraz MEX México      | Clarisse Agbegnenou FRA França  |
| Até 63 kg detalhes     | Andreja Leški SLO Eslovênia        | Prisca Awiti Alcaraz MEX México      | Laura Fazliu KOS Kosovo         |
| Até 70 kg detalhes     | Barbara Matić CRO Croácia          | Miriam Butkereit GER Alemanha        | Michaela Polleres AUT Áustria   |
| Até 70 kg detalhes     | Barbara Matić CRO Croácia          | Miriam Butkereit GER Alemanha        | Gabriella Willems BEL Bélgica   |
| Até 78 kg detalhes     | Alice Bellandi ITA Itália          | Inbar Lanir ISR Israel               | Ma Zhenzhao CHN China           |
| Até 78 kg detalhes     | Alice Bellandi ITA Itália          | Inbar Lanir ISR Israel               | Patrícia Sampaio POR Portugal   |
| Mais de 78 kg detalhes | Beatriz Souza BRA Brasil           | Raz Hershko ISR Israel               | Kim Ha-yun KOR Coreia do Sul    |
| Mais de 78 kg detalhes | Beatriz Souza BRA Brasil           | Raz Hershko ISR Israel               | Romane Dicko FRA França         |

Misto
| Evento                | Ouro | Prata | Bronze |
| --------------------- | --- | --- | --- |
| Equipe mista detalhes | Shirine Boukli Joan-Benjamin Gaba Amandine Buchard Walide Khyar Sarah-Léonie Cysique Luka Mkheidze Clarisse Agbegnenou Alpha Oumar Djalo Marie-Ève Gahié Maxime-Gaël Ngayap Hambou Romane Dicko Aurélien Diesse Madeleine Malonga Teddy Riner FRA França | Uta Abe Hifumi Abe Haruka Funakubo Soichi Hashimoto Natsumi Tsunoda Ryuju Nagayama Saki Niizoe Sanshiro Murao Miku Takaichi Takanori Nagase Akira Sone Tatsuru Saito Rika Takayama Aaron Wolf JPN Japão | Larissa Pimenta Daniel Cargnin Rafaela Silva Willian Lima Ketleyn Quadros Rafael Macedo Beatriz Souza Guilherme Schimidt Leonardo Gonçalves Rafael Silva BRA Brasil |
| Equipe mista detalhes | Shirine Boukli Joan-Benjamin Gaba Amandine Buchard Walide Khyar Sarah-Léonie Cysique Luka Mkheidze Clarisse Agbegnenou Alpha Oumar Djalo Marie-Ève Gahié Maxime-Gaël Ngayap Hambou Romane Dicko Aurélien Diesse Madeleine Malonga Teddy Riner FRA França | Uta Abe Hifumi Abe Haruka Funakubo Soichi Hashimoto Natsumi Tsunoda Ryuju Nagayama Saki Niizoe Sanshiro Murao Miku Takaichi Takanori Nagase Akira Sone Tatsuru Saito Rika Takayama Aaron Wolf JPN Japão | Huh Mi-mi An Ba-ul Jung Ye-rin Kim Won-jin Lee Hye-kyeong Han Ju-yeop Kim Ji-su Lee Joon-hwan Kim Ha-yun Kim Min-jong Yoon Hyun-ji KOR Coreia do Sul                |

## Quadro de medalhas

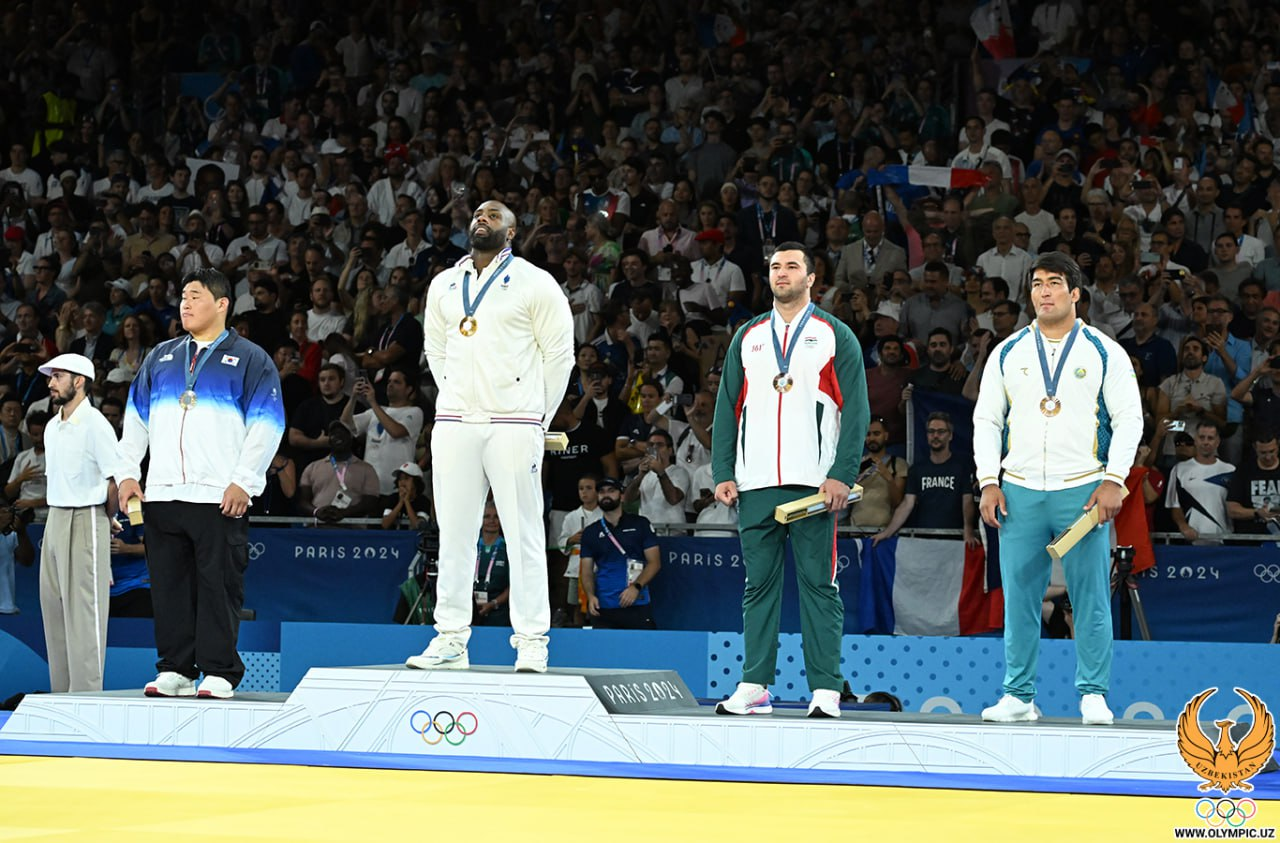
Medalhistas da categoria acima de 100 kg masculino

| Ordem | País              | Medalha de ouro | Medalha de prata | Medalha de bronze |    | Ordem por total |
| ----- | ----------------- | --------------- | ---------------- | ----------------- | -- | --------------- |
| 1     | JPN Japão         | 3               | 2                | 3                 | 8  | 2               |
| 2     | FRA França        | 2               | 2                | 6                 | 10 | 1               |
| 3     | AZE Azerbaijão    | 2               |                  |                   | 2  | 7               |
| 4     | GEO Geórgia       | 1               | 2                |                   | 3  | 5               |
| 5     | BRA Brasil        | 1               | 1                | 2                 | 4  | 4               |
| 6     | UZB Uzbequistão   | 1               |                  | 2                 | 3  | 6               |
| 7     | KAZ Cazaquistão   | 1               |                  | 1                 | 2  | 7               |
| 8     | CAN Canadá        | 1               |                  |                   | 1  | 12              |
|       | CRO Croácia       | 1               |                  |                   | 1  | 12              |
|       | SLO Eslovênia     | 1               |                  |                   | 1  | 12              |
|       | ITA Itália        | 1               |                  |                   | 1  | 12              |
| 12    | KOR Coreia do Sul |                 | 2                | 3                 | 5  | 3               |
| 13    | ISR Israel        |                 | 2                | 1                 | 3  | 5               |
| 14    | KOS Kosovo        |                 | 1                | 1                 | 2  | 7               |
| 15    | GER Alemanha      |                 | 1                |                   | 1  | 12              |
|       | MEX México        |                 | 1                |                   | 1  | 12              |
|       | MGL Mongólia      |                 | 1                |                   | 1  | 12              |
| 18    | MDA Moldávia      |                 |                  | 2                 | 2  | 7               |
|       | TJK Tajiquistão   |                 |                  | 2                 | 2  | 7               |
| 20    | AUT Áustria       |                 |                  | 1                 | 1  | 12              |
|       | BEL Bélgica       |                 |                  | 1                 | 1  | 12              |
|       | CHN China         |                 |                  | 1                 | 1  | 12              |
|       | ESP Espanha       |                 |                  | 1                 | 1  | 12              |
|       | GRE Grécia        |                 |                  | 1                 | 1  | 12              |
|       | POR Portugal      |                 |                  | 1                 | 1  | 12              |
|       | SWE Suécia        |                 |                  | 1                 | 1  | 12              |
| TOTAL | TOTAL             | 15              | 15               | 30                | 60 | —               |